# Radvanice a Bartovice
Radvanice a Bartovice jsou od 24. listopadu 1990 městským obvodem na jihu statutárního města Ostravy o rozloze 1665,92 ha. Městský obvod zahrnuje celá katastrální území Bartovice a Radvanice.

## Historie
První písemná zmínka o těchto někdejších obcích pochází z roku 1305. Jméno Radvanic je odvozeno od slovanského osobního jména Radvan (Radovan), Bartovic od Bertold nebo Bartoloměj.

## Symboly
Znak a prapor byly uděleny usnesením Rady města Ostravy číslo 3581/90 ze 04.10.1995.
Znak
V modrém štítě zlato-stříbrný korunovaný grif s červenou zbrojí držící v pařátech stříbrný štítek s červenými majuskulními písmeny RB.
Prapor
Avers opakuje znak, revers tvoří tři vodorovné pruhy, žlutý, bílý a modrý.

## Ovzduší
Ovzduší v Radvanicích a Bartovicích je považováno ze nejhorší v ČR. To způsobuje hlavně fakt, že tento městský obvod Ostravy leží na východ od hutě Liberty Ostrava a vítr od této hutě nejčastěji fouká právě tímto směrem. Radvanice a Bartovice drží rekord v množství PM10 (průměrná roční koncentrace je 70 μg/m3, zatímco zákonný limit je 50 μg/m3), PM 2,5 i v koncentracích benzo[a]pyrenu, které mají průměrnou roční hodnotu okolo 10 nanogramů na metr krychlový, což je desetkrát více než zákonný limit. Takto vysoké koncentrace způsobují u zdejších obyvatel často závažné komplikace i u běžných onemocnění, jako je chřipka nebo angína, ty následně mohou přejít až do zápalu plic. Škodliviny dále způsobují astma, kterým trpí třetina tamních dětí. Benzo[a]pyren může navíc vyvolat rakovinu.